# Kubki (singel)
Kubki (styl. KUBKI) – singel polskiej influencerki, Fagaty, oraz amerykańskiego rapera, Lil Gnara, który został wydany 6 marca 2024.
Singel zdobył ponad milion wyświetleń w serwisie YouTube oraz prawie 4 miliony odsłuchań w serwisie Spotify (stan na 24.01.2025).

## Nagrywanie
Utwór został wyprodukowany przez Syra. Za mix/mastering i realizację utworu odpowiada również Syru. Tekst do utworu został napisany przez Caleba Sheparda i Agatę Fąk.

## Twórcy
Opracowano na podstawie materiałów źródłowych.
- Agata „Fagata” Fąk – wokal, tekst
- Piotr „Syru” Syrówka – tekst, kompozycja, produkcja, realizacja
- Lil Gnar – wokal, tekst

## Lista utworów
- Digital download[1]

1. „KUBKI” – 2:21

## Teledysk
Do utworu powstał teledysk, który udostępniono 6 marca 2024 za pośrednictwem serwisu YouTube.

## Notowania
W Polsce utwór zadebiutował na 57. miejscu na polskiej liście sprzedaży – OLiS oraz na 58. miejscu na Top 200 Spotify Polska.